# 細身副雙棘蛇鯖
細身副雙棘蛇鯖（学名：Paradiplospinus gracilis）為輻鰭魚綱鱸形目鯖亞目蛇鯖科的其中一種，分布於東南大西洋區，從納米比亞至南非海域，棲息深度368-626公尺，本魚體極細長，口大具利齒，眼大，體黑棕色，背鰭硬棘35-38枚;背鰭軟條26-30枚;臀鰭硬棘2枚;臀鰭軟條24-29枚;脊椎骨60-64個，體長可達52公分，棲息在大陸坡。
其种加词来源于拉丁文“gracilis”，意为“纤细的”。